# علی فومنی
 شیخ علی فومنی رشتی (متولد ۱۲۶۸ق در رشت – دوم ربیع‌الثانی ۱۳۲۷ رشت) از مجتهدان و مراجع تقلید گیلان بود. او از هواداران مشروطه مشروعه در گیلان بود.

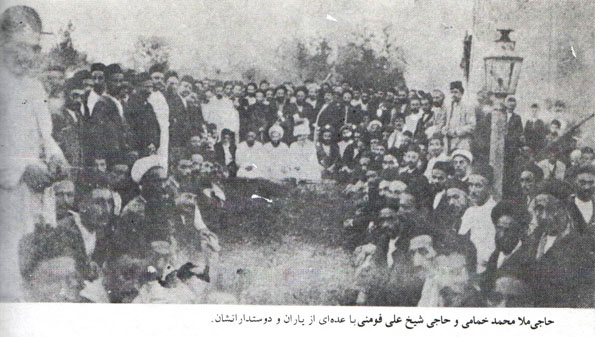

## تحصیل
مقدمات را از پدرش آموخت و فقه و اصول و فلسفه و کلام را نزد علمای رشت مانند مولی حسنعلی مولی محمدعلی امام جمعه خواند. بیست ساله بود که پدرش فوت کرد. برای تکمیل تحصیلات در سال ۱۲۸۹ رهسپار کربلا شد و ظرف ۵ سال از درس سرور فقیهان شیخ زین العابدین مازندرانی و دیگر استادان پرداخت. آنگاه در منزل  میرزا حبیب الله رشتی در نجف اشرف اقامت گزید و از وی و استادان دیگر علوم دینی و فلسفه و کلام را اموخت تا به اجتهاد مطلق رسید. شیخ علی رشتی فومنی به استناد اجازه نامه از  میرزا حبیب اللّه رشتی، شیخ حسن مامقانی، شیخ محمد طه نجف تبریزی و فاضل شربیانی، حدیث روایت می‌کرد.

## بازگشت به وطن
شیخ علی رشتی سال ۱۳۱۲ق به زادگاهش کوچید. به مقام پیشنمازی و قضا و تدریس نشست و به مرجعیت عالی نائل آمد.

## در مشروطه
شیخ علی که از مجتهدان بنام بود در مشروطه او به صف مشروعه خواهان پیوست و با مشروطه طلبان مبارزه کرد. او در این مبارزه با روحانی بزرگ گیلان ملا محمد خمامی همراه شد. در تلگرافی که مجلس شورا به  خمامی مخابره کرد و او را از حرکت به سوی پایتخت منصرف ساخت، نام  شیخ علی نیز به دنبال اسم  خمامی ذکر شده‌است. در روزهای درگیری مشروطه طلبان با حکومت، گروهی از آنان در رشت، کمیته‌ای به نام ستار تشکیل دادند. افرادی چون: میرزا کریم خان، میرزا علی محمد خان تربیت، میرزا حسین کسمایی و… از اعضاء آن بودند. این گروه به طور سری به کشتن مخالفان خود دست می‌زدند. شیخ علی فومنی و خمامی نیز مانعی بر سر ایجاد مشروطه بودند.

## قتل
در حکومت آقا بالاخان سردار افخم حاکم گیلان، پس از آنکه مجاهدین بر اوضاع شهر مسلط شدند حاکم مستبد را کشتند. سپس به سراغ سایر مخالفان رفتند. میرزا حسین کسمایی مسؤول قتل او در شب دوم ربیع‌الثانی ۱۳۲۷ مطابق با آوریل ۱۹۰۹ بود. در تابستان ۱۹۱۹ افسر سیاسی بریتانیا در رشت به تهران گزارش داد که در حدود ۱۳ سال پیش، این او [یعنی کسمایی] بود که همراه دیگر مجاهدین از خانه آقا شیخ علی مجتهد بازدید کرد و به او در حضور خانواده اش شلیک کرد و او را کشت. وقتی به خانه‌اش بر می‌گشت شنید که شیخ نمرده و پزشکی فرستاده شده‌است. لذا باز به خانه‌اش برگشت و به در کوبید و گفت «دکتر ماوزر [نوعی تفنگ] آمده.» وقتی وارد شد و دید شیخ هنوز زنده‌است گلوله‌های بیشتری به بدن و سرش شلیک کرد.
پیکر خون آلود  شیخ علی رشتی را در رشت تا دو سال به امانت نگهداشتند و آنگاه بنابر وصیت وی او را در مقبره‌ای در زاویه جنوب شرقی صحن کربلا دفن کردند